# 1961 no Brasil
Esta é uma cronologia dos fatos acontecimentos de ano 1961 no Brasil.

## Incumbentes
- Presidente do Brasil -  Juscelino Kubitschek (31 de janeiro de 1956 - 31 de janeiro de 1961)
- Presidente do Brasil -  Jânio Quadros (31 de janeiro de 1961 - 25 de agosto de 1961)
- Presidente do Brasil -  Ranieri Mazzilli (25 de agosto de 1961 - 6 de setembro de 1961)
- Presidente do Brasil -  João Goulart (7 de setembro de 1961 - 2 de abril de 1964)

## Eventos

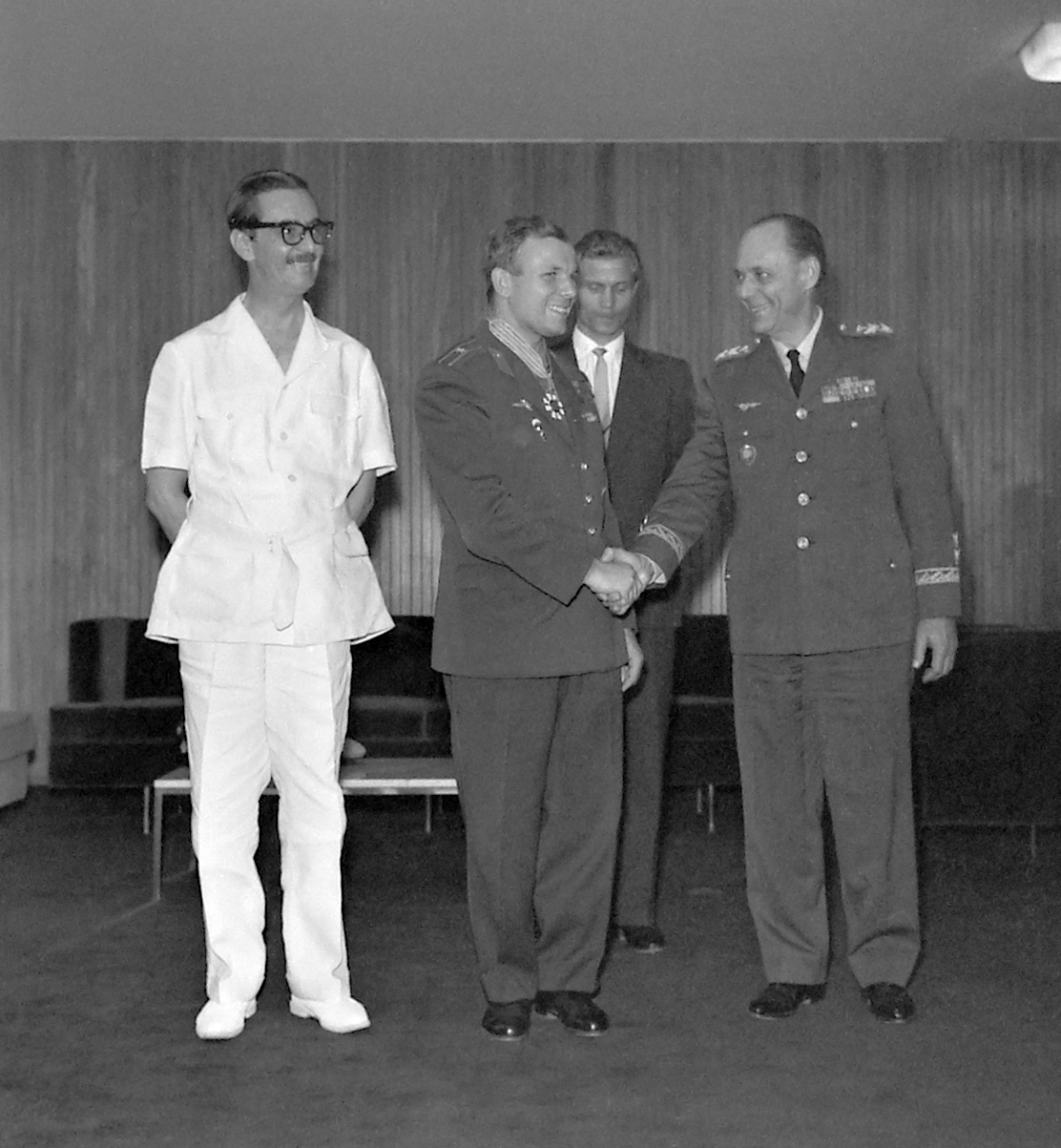
Jânio Quadros condecora Yuri Gagarin.

- 31 de janeiro: Jânio Quadros torna-se o 22° presidente do Brasil, sucedendo Juscelino Kubitschek.[1]
- 25 de agosto: Jânio Quadros renuncia ao cargo de presidente da República. O presidente da Câmara dos Deputados, Ranieri Mazzilli, assume interinamente como 23° presidente do Brasil.[2]
- 25 de agosto-7 de setembro: Ocorre a Campanha da Legalidade, que visou a defesa da posse de João Goulart como Presidente do Brasil.
- 2 de setembro: O Congresso Nacional do Brasil aprova a Emenda Constitucional n° 4, que estabelece o parlamentarismo.[3]
- 7 de setembro: João Goulart toma posse como o 24° presidente do Brasil.[4]
- 8 de setembro: O Congresso Nacional do Brasil aprova a constituição do primeiro Conselho de Ministros.[5]
- 1 de novembro: Um avião da Panair do Brasil cai nas proximidades do aeroporto de Recife, no estado de Pernambuco, deixando 45 mortos e 43 feridos.[6]
- 23 de novembro: O Brasil restabelece as relações diplomáticas com a União Soviética, 14 anos depois de rompimento.[7]
- 17 de dezembro: Um incêndio criminoso no circo de Niterói, Rio de Janeiro, mata mais de 300 pessoas e torna-se uma das maiores tragédias da história brasileira.[8][9]
- 20 de dezembro: Adilson Marcelino Alves, o Dequinha, é preso pela polícia do Rio de Janeiro e confessa-se responsável pelo incêndio do circo de Niterói.[10]

## Nascimentos
- 1 de janeiro: Rita Camata, política e jornalista.
- 6 de janeiro: Francisco Brêtas, ator.
- 7 de janeiro: Mara Lima, cantora.
- 20 de janeiro: Jorge Kajuru, jornalista, apresentador de televisão e político.
- 7 de março: Miguel Nicolelis, cientista.
- 1 de agosto: Marcelo de Carvalho, apresentador de televisão e empresário brasileiro.
- 15 de agosto: Leandro (cantor) (m. 1998)
- 8 de setembro: Fernanda Abreu, cantora.
- 22 de novembro: Alemão, futebolista.

## Mortes
- 25 de abril: Borges de Medeiros, político (n. 1863).
- 22 de junho: José de Mesquita, poeta (n. 1892.
- 10 de julho: João Zaco Paraná, escultor (n. 1884).
- 31 de dezembro: Péricles, cartunista (n. 1924).